# Сент-Андре-де-л’Эр
Сент-Андре-де-л’Эр (фр. Saint-André-de-l'Eure) — город на севере Франции, регион Нормандия, департамент Эр, округ Эврё, центр одноименного кантона. Расположен в 16 км к юго-востоку от Эврё и в 85 км к западу от Парижа, в 8 км от автомагистрали N154.
Поблизости от города расположен аэродром, используемый авиацией общего назначения.
Население (2018) — 3996 человек.

## Достопримечательности
- Церковь Святого Андрея XVI века

## Экономика
Структура занятости населения:
- сельское хозяйство — 0,0 %
- промышленность — 6,3 %
- строительство — 11,5 %
- торговля, транспорт и сфера услуг — 50,2 %
- государственные и муниципальные службы — 31,9 %

Уровень безработицы (2017) — 15,1 % (Франция в целом — 13,4 %, департамент Эр — 13,4 %). 

Среднегодовой доход на 1 человека, евро (2018) — 20 080 (Франция в целом — 21 730, департамент Эр — 21 700).

## Демография
Динамика численности населения, чел.

## Администрация
Пост мэра Сент-Андре-де-л’Эр с 2019 года занимает Франк Бернар (Franck Bernard). На муниципальных выборах 2020 года возглавляемый им левый список победил в 1-м туре, получив 69,70 % голосов. 
| Период | Период | Фамилия            | Партия                  | Примечания                                    |
| ------ | ------ | ------------------ | ----------------------- | --------------------------------------------- |
| 1979   | 1989   | Андре Поммар       | Коммунистическая партия |                                               |
| 1989   | 2008   | Поль Вариго        | Коммунистическая партия |                                               |
| 2008   | 2019   | Серж Масон         | Коммунистическая партия | учитель физкультуры, член Совета департамента |
| 2019   | 2019   | Мари-Мартин Курсен |                         |                                               |
| 2019   |        | Франк Бернар       |                         | инспектор пожарной безопасности               |